# Загидуллин, Ильдус Хамитович
Ильдус Хамитович Загидуллин (3 января 1956, Зеленодольск, Татарская АССР — дата смерти неизвестна) — советский футболист, полузащитник, тренер. Сыграл более 300 матчей за казанский «Рубин».

## Биография
Всю карьеру в соревнованиях мастеров провёл в составе казанского «Рубина», где выступал в течение десяти сезонов, с 1976 по 1985 годы. В первых двух сезонах играл в первой лиге, затем до конца карьеры — во второй лиге. Всего за «Рубин» сыграл 311 матчей в первенствах СССР, забив 19 голов. По состоянию на 2019 год входит в десятку лидеров клуба по числу проведённых матчей за всю историю. Вошёл в число 30 лучших игроков казанского клуба за всю историю (под № 20) по версии портала «Татпресса.ру» (2011).
В 1993 году был главным тренером зеленодольского «Прогресса», выступавшего во второй лиге России.
Ушёл из жизни.